# MS Silja Serenade
MS Silja Serenade er en cruisefærge ejet af det estiske rederi Tallink Group, men drevet under Silja Line varemærket, som Tallink har ejet siden maj 2006. Skibet forbinder Helsinki i Finland med Stockholm i Sverige via Mariehamn i Åland. Færgen blev bygget i 1990 på Masa Yards værftet i Turku i Finland.

## Historie
Skibet blev bestilt den 26. oktober 1987 af Effoa til Silja Lines flåde. Skibet havde et, på den tid, revolutionerende layout, med bl.a. en promenade-gade der løber langs skibets centrale akse i fuld længde. Dette gav blandt andet mulighed for et større antal kahytter med vinduer (i dag findes sådanne promenade-gader i skibe fra rederier som f.eks. Royal Caribbean og Color Line). Før skibet blev færdigbygget, havde Silja Lines ejere Effoa fusioneret med Johnson Line og derved dannet EffJohn. EffJohn fik leveret Silja Serenade den 15. november 1990. Den 18. november påbegyndte skibet sin rute fra Helsinki til Stockholm. Skibets oprindelige hjemhavn var Helsinki, men i 1992 blev hun i stedet indregistreret i Mariehamn på Åland. Dette betød, at Silja Line kunne tjene flere penge på skibets spilleautomater og casino, på grund af forskellen i lovgivningen imellem Åland og det finske fastland. Da Silja Line erhvervede MS Silja Europa i 1993, blev Serenade flyttet til Turku – Mariehamn – Stockholm ruten. Desværre viste det sig hurtigt, at Serenade ikke var så egnet til denne nye rute, især pga. et dårligt design i forhold til dagoverfarter, samt problemer med de smalle steder på ruten. I 1995 blev det besluttet, at Europa og Serenade igen skulle skifte ruter, så Serenade skulle returnere til sin oprindelige rute og sejle parallelt med søsterskibet MS Silja Symphony. For at holde gang i de afgiftsfrie salg på Stockholm – Helsinki ruten, pga. ændringer i den afgiftsfrie lovgivning fra EUs side, tilføjede man i juli 1999 et stop på ruten i Mariehamn, Åland. I begyndelsen af 2006, lige før Silja Line blev solgt til Tallink, blev MS Silja Serenade og hendes søsterskib sendt til omfattende ombyggeri på Luonnonmaan telakka værftet i Naantali i Finland. 
Der er nogle mindre forskelle mellem Serenade og hendes søsterskib. Serenade's skorsten er f.eks. fremstillet af stål, mens Symphony's er lavet i aluminium. Der er også nogle rent kosmetiske forskelle imellem de to skibe. Det ydre dæk på Serenade er malet grønt, mens det på Symphony er malet blåt, lyskassen med skibets navn er blå på Serenade, mens den er hvid på Symphony, og selv logoets øje på skorstenen er hvidt med blåt omrids, mens det er helt blåt på Symphony.

## Dæk
- 1. Maskinrum
- 2. Maskinrum, kahytter
- 3. Vogndæk, besætningens opholdsrum
- 4. Vogndæk, besætningens opholdsrum
- 5. Spa, klub, kahytter, besætningens opholdsrum
- 6. Konferencerum, Bistro, Café, Buffet, Tax-free butikker
- 7. Natklub & casino, taxfree butikker, restauranter, Pub, legerum for børn
- 8. Natklub, kahytter
- 9. Suites, kahytter.
- 10. Lounge, kahytter.
- 11. Suite, kahytter.
- 12. Soldæk, sauna, svømmepool og varmtvandsbassiner, besætningens opholdsrum
- 13. Komandobroen, disco, lounge, biograf
- 14. Helicopter dæk